# Georges Eugène Charles Beauvisage
Georges Eugène Charles Beauvisage  (29 de enero de 1852, París - 8 de abril de 1925, Lyon ) fue un médico, botánico y explorador francés; que inclusive visitó Egipto.
Fue Profesor Titular de Botánica en la Facultad de Medicina de Lyons. Y trabajó sobre el Herbario formado primitivamente por Roffavier (1775-1866).

## Algunas publicaciones
- 1881. Contribution à l'étude des origines botaniques de la gutta-percha. París: G. Carpentier
- 1883. Les galles utiles. París: O. Doin
- 1888. La Course des faisceaux dans la tige du « Dioscorea Batatas». Lyon: Association typographique
- 1888. Observations sur deux roses prolifères. Ed. Assoc. typ. 8 pp.
- 1888. La Course des faisceaux dans la tige du Dioscorea Batatase. Ed. H. Georg. 11 pp.
- 1888. Remarques sur la classification des fruits et la déhiscence des capsules. Ed. H. Georg. 4 pp.
- 1889. Une Herborisation d'enseignement en hiver. Ed. H. Georg. 8 pp.
- 1889. Guide au Jardin Botanique de la Faculté de Lyon . Lyon: H. Georg
- 1889. L'Inuline dans les Ionidiume, étude anatomique du faux ipécacuanha blanc du Brésil Ionidium Ipecacuanhae, note sur un faux ipécacuanha strié noir. Ed. H. Georg. 16 pp.
- 1890. Les matières grasses naturelles
- 1891. Exposé des titres et travaux scientifiques. Ed. Assoc. typ.
- 1891. Herborisations dans l'Argonne. Assoc. typ.
- 1892. L'Observation scientifique. Ed. Impr. de L. Jacquet
- 1894. Révision de quelques genres de plantes néo-calédoniennes du R.P. Montrouzier. Ed. J.-B. Baillière & fils. 13 pp.
- 1895. Cercueils pharaoniques en bois d'if - Lyon: Association typographique
- 1896. Recherches sur quelques bois pharaoniques - Le bois d'if. París, 1896. Separata de la Colección de trabajo sobre la filología y la arqueología egipcia y asiria
- 1897. Recherches sur quelques bois pharaoniques - le bois d'ébène - Paris. Separata de la Colección de trabajo sobre la filología y la arqueología egipcia y asiria
- 1897. Deuxième note sur l'herbier du R. P. Montrouzier, le genre Eutrecasteauxia Montr - Annales de la société botanique de Lyon, XII
- 1898. Notice sur le Révérend Père Xavier Montrouzier, botaniste en Nouvelle-Calédonie - Paris: J.-B. Baillière et fils
- 1900. L'Education laïque. Discours prononcé à la Distribution des Prix des Ecoles primaires de filles du 3e Arrondissement de Lyon le 28 Juillet 1900 - Lyon: Decléris et fils
- 1901. Genera montrouzierana, plantarum Novae Caledoniae - Ed.: J.-B. Baillière et fils
- 1903. Guide des étudiants au Jardin botanique de la Faculté de médecine et de pharmacie de Lyon, donnant les caractères des principales familles végétales avec un nouveau plan d'ensemble du Jardin et quatre plans partiels.
- 1904. Conseils aux voyageurs pour les récoltes d'échantillons botaniques de plantes utiles, médicinales, alimentaires ou industrielles
- 1914. Con A. Guillaumin. Species Montrouzieranae seu enumeratio plantarum in Nova Caledonia terrisque adjacentibus a R.P. Montrouzier lectarum - Impr. de A. Rey
- 1916. L'infériorité scientifique de la Kultur - Extrait des conférences organisées en 1916 par l'Association française pour l'avancement des sciences
- 1917. Pour l'esprit de qualité contre l'esprit de quantité
- 1917. L'Idéal latin - Paris: Chaix, 1917 - Conférence faite à Dijon, le 25 février 1917
- 1919. Maintenant... ! Réformons l'éducation-nationale. Précédé d'une introduction par M. Edouard Herriot - Paris, E. Figuière

### Libros
- 1883. Les galles útiles. Ed. Broché Paris. 97 pp.
- 1888. Le Jardin botanique de la Faculté de médecine de Lyon et la méthode naturelle. Ed. H. Georg. 34 pp.
- 1889. Guide des étudiants en médecine et en pharmacie et des élèves herboristes au jardin botanique de la Faculté de Lyon, avec un plan du jardin. Ed. H. Georg. 75 pp.
- 1891. Les Matières grasses, caractères, falsifications et essai des huiles, beurres, graisses, suifs et cires. Ed. J.-B. Baillière & fils. 324 pp.
- 1896. Recherches sur quelques bois pharaoniques. T1: París, Ed. Bouillon, in-8, 18 pp.

## Honores

### Epónimos
género
- (Sapotaceae) Beauvisagea Pierre;[2] especies
- (Myrtaceae) Xanthostemon beauvisagei Pamp.[3]
- (Sapotaceae) Palaquium beauvisagei Burck[4]

- La abreviatura «Beauvis.» se emplea para indicar a Georges Eugène Charles Beauvisage como autoridad en la descripción y clasificación científica de los vegetales.[5]